# Oertz W 5
Die Oertz W 5 war ein deutsches Flugboot des Ersten Weltkriegs. Nach der Flugzeug-Gruppeneinteilung der Kaiserlichen Marine gehörte sie zu den mit einem MG bewaffneten, zweisitzigen Schwimmerflugzeugen (C-Typen).

## Entwicklung
Für den vom 1. bis 10. August 1914 vorgesehenen Zweiten Deutschen Seeflugwettbewerb wurde von der Yachtwerft Max Oertz das Flugboot FB 3 entwickelt. Zwar fand der Wettbewerb aufgrund des aufziehenden Ersten Weltkriegs nicht statt, doch wurden der Firma von der Marineleitung der erfolgreichen Konstruktion wegen Folgeaufträge über weitere Flugboote erteilt. Neben zwei W 4, die im November 1914 und Januar 1915 ausgeliefert wurden, begann Oertz mit dem Bau von fünf Flugbooten mit der Bezeichnung W 5, die die Marinenummern 276–280 erhielten. Als Zeitpunkt der Auftragsvergabe wird in der Literatur häufig der August 1914 genannt. Der Bau der ersten W 5 wurde im Sommer 1915 abgeschlossen. Alle Exemplare sollen im Herbst 1915, im April, Mai und Juli des Folgejahres sowie im Februar 1917 ausgeliefert worden sein. Die Bestellung für das letzte Flugboot mit der Marinenummer 280 wird jedoch von dem für die Erprobung zuständigen Seeflugzeug-Versuchskommando in Warnemünde auf den 26. August 1916 datiert. Dieses wurde am 21. Januar 1918 in Warnemünde übergeben und am 14. Februar 1918 abgenommen.
Die fünf produzierten W 5 wurden für Aufklärungsaufgaben im Nordsee-, später auch im Ostseeraum und zu einem nicht geringen Teil auch für die Flugzeugführerausbildung eingesetzt.

## Konstruktion
Die W 5 war mit einem zweistufigen Rumpfboot versehen und besaß ein vierstieliges Tragwerk mit Flächen gleicher Spannweite und einem Unterflügel mit leichter V-Stellung. Als Antrieb war anfangs ein 260 PS leistender Argus-Motor vorgesehen gewesen. Da sich dessen Entwicklung verzögerte und er letzten Endes ein höheres Gewicht als eigentlich projektiert aufwies, griff man auf ein etwas leistungsschwächeres Maybach-Triebwerk mit 240 PS zurück. Dieses befand sich eines tiefen Schwerpunkts wegen im Rumpf und trieb die in Druckkonfiguration angeordnete Zweiblatt-Holzluftschraube über eine Fernwelle und ein Kegelradgetriebe an. Der dazugehörige Kühler befand sich im Luftstrom hinter der Pilotenkabine. Während der Erprobung wurden die wie bei den vorherigen Oertz-Konstruktionen im Unterflügel angeordneten Querruder in die oberen Tragflächen verlegt.

## Technische Daten
| Kenngröße             | Daten                                                                     |
| --------------------- | ------------------------------------------------------------------------- |
| Besatzung             | 2                                                                         |
| Spannweite            | 18,00 m (oben und unten)                                                  |
| Länge                 | 11,70 m (gesamt) 10,70 m (Bootsrumpf)                                     |
| Höhe                  | 4,25 m                                                                    |
| Flügelfläche          | 77 m²                                                                     |
| Flächenbelastung      | 34,30 kg/m²                                                               |
| Leistungsbelastung    | 10,75 kg/PS                                                               |
| Leermasse             | 2018 kg                                                                   |
| Zuladung              | 620 kg                                                                    |
| Startmasse            | 2638 kg                                                                   |
| Antrieb               | ein wassergekühlter 6-Zylinder-Reihenmotor Maybach IV                     |
| Nennleistung          | 240 PS (177 kW)                                                           |
| Höchstgeschwindigkeit | 120 km/h in Bodennähe                                                     |
| Marschgeschwindigkeit | 109 km/h                                                                  |
| Steigzeit             | 10,1 min auf 800 m Höhe 13,6 min auf 1000 m Höhe 22,4 min auf 1500 m Höhe |
| Reichweite            | 500 km                                                                    |
| Bewaffnung            | ein bewegliches 7,9-mm-MG                                                 |